# Magnus Berg

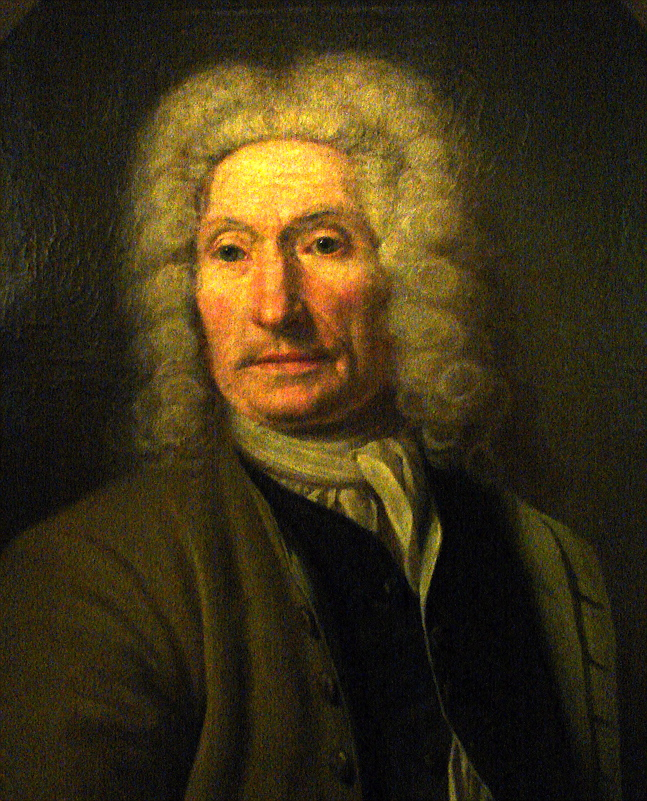
Gemälde von Magnus Berg im Schloss Rosenborg

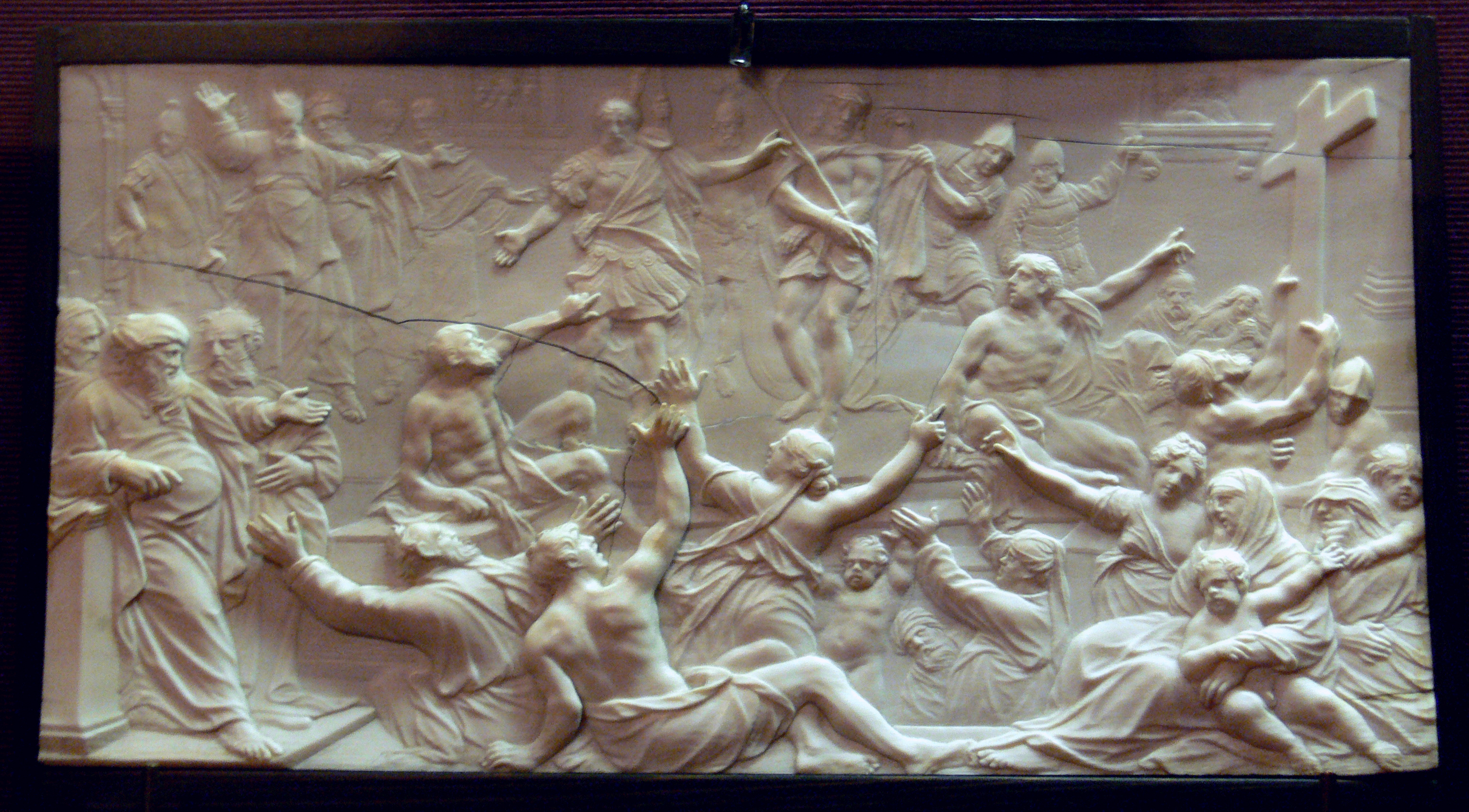
Elfenbeinrelief Ecce Homo in der Schatzkammer Wien

Magnus Berg (* 28. November 1666 in Romedal, Hedmark, Norwegen; † 31. März 1739 in Kopenhagen) war ein norwegischer Maler und Elfenbeinschnitzer.
Im Jahre 1690 kam er auf Einladung des dänischen Königs Christian V. nach Dänemark. Dieser förderte seine Tätigkeit als Maler und ermöglichte ihm Aufenthalte in Paris und Rom in den Jahren 1694–1698. Ein Jahr später kehrte er nach Dänemark zurück, wo er im Palast von Frederiksborg leben konnte und zudem ein königliches Salär erhielt.
Als Maler war Berg nicht herausragend, berühmt in Europa wurde er ausschließlich durch seine Elfenbeinarbeiten.
Werke von ihm sind noch heute in der königlich dänischen Sammlung im Schloss Rosenborg zu sehen.